# Sharon Redd
Pour les articles homonymes, voir Redd.
Sharon Redd née le 19 octobre 1945 et morte le 1er mai 1992 est une chanteuse africaine américaine de New York. Elle est la demi-sœur de la chanteuse de R&B Pennye Ford.

## Vie et carrière
Sharon Redd est née à Norfolk en Virginie. Ses parents sont Gene Redd et Katherine Redd. Gene Redd est producteur et directeur musical chez King Records, et son beau-père joue avec l'orchestre de Benny Goodman. Son frère Gene Redd Jr. est un auteur-compositeur et producteur de Kool & the Gang et du groupe BMP. Sa demi-sœur Pennye Ford est également chanteuse avec deux albums à son nom, connue aussi pour son travail en tant que chanteuse principale de Snap!, Soul II Soul et The SOS Band.
Redd commence sa carrière d'enregistrement avec quatre singles en 1968 pour le label United Artists, trois écrits et tous les quatre produits par l'auteur-compositeur et producteur de disques Bobby Susser. Susser choisit la chanson de Hank Williams Half As Much pour être le premier single de Redd. La voix de Redd, sur la heavy-bass de Susser, est très rapidement remarquée par les stations de radio R&B.
Parce qu'elle est engagée dans une production australienne de la comédie musicale rock Hair, Redd fait une percée majeure en tant qu'actrice en herbe. Elle rejoint alors une troupe de jeunes africains-américains importés pour la production de Sydney, un groupe qui comprenait notamment Marcia Hines. Redd y apparaît dans la première production du 6 juin 1969, et cela jusqu'en 1971.
Alors qu'elle devient célèbre en Australie, Redd est interviewée par Barry Sloane dans un épisode de 1971 de GTK. La popularité de ses publicités pour Amoco lui offre la possibilité de faire ses propres émissions télévisées. En avril 1971, le Département de l'immigration demande à la co-vedette de Redd dans Hair, Teddy Williams, de quitter l'Australie pour des raisons qui, selon eux, sont motivées par des critères raciaux,. Outre Hair, Redd apparaît également dans Ti-Jean and His Brothers et, en 1974, elle se rend à Londres pour jouer dans une production américaine de The Wedding of Iphigenia. En 1977, Redd joue le rôle de Sherrye dans la sitcom de télévision américaine Rhoda,. 1978 voit aussi Redd figurer comme invitée dans la comédie musicale Sgt. Pepper's Lonely Hearts Club Band.
Au milieu des années 1970, Bette Midler cherche à remplacer Merle Miller et Gail Kantor, tous deux partis après la tournée de Midler en 1973 pour poursuivre leur propre carrière. Midler auditionne plus de 70 artistes, mais c'est Redd qui décroche le poste, devenant l'une des Harlettes de Bette. En plus de jouer une Harlette, Redd est également choriste pour Carol Douglas (Burnin et Night Fever) et Norman Connors (You Are My Starship). Ayant mis fin à leur association avec Midler, Redd, Charlotte Crossley et Ula Hedwig sortent un LP fin 1977, Formerly of the Harlettes. En 1978, RCA Victor sort Love Insurance sur un disque de 12' avec Sharon Redd en couverture. Sa voix est créditée sur cette version.
En 1979, Redd enregistre le hit disco Love Insurance, publié par Panorama Records avec son nom en couverture, sa propre voix étant non créditée. Mais elle signe bientôt un contrat d'enregistrement avec Prelude Records, et Redd devient l'artiste la plus titrée du label. Son premier album éponyme des années 1980, Sharon Redd, est suivi de près par deux autres : Redd Hott (1982) et Love How You Feel (1983). Redd place plusieurs chansons sur le Hot Dance Club Play Chart, y compris Beat the Street, In the Name of Love et Love How You Feel.
Après ces sorties de disques, Sharon Redd retrouve une carrière prospère de choriste, notamment avec le groupe Soirée, qui comprend également parmi ses membres Luther Vandross et Jocelyn Brown. À la suite de la nomination au top 20 britannique d'un Can You Handle It réenregistré par DNA, elle enregistre un single intitulé The Way to Love, avec Les Adams (en). La chanson, son dernier enregistrement solo, reste inédite.
Au milieu de la préparation d'un retour sur scène au début des années 1990, Redd meurt d'une pneumonie le 1er mai 1992. Le magazine Dance Music Report rapporte que sa mort serait liée au SIDA. Son système immunitaire, affaibli par le virus, se révèle inefficace après que la chanteuse ait marché sur un verre brisé sur la scène.
En 1993, Pennye Ford, qui a supprimé la deuxième lettre « e » dans son prénom, sort l'album Penny Ford, qui comporte un duo avec sa demi-sœur Sharon Redd intitulé Under Pressure.

## Discographie

### Albums
| Année | Nom de l'album    | Étiquette       | Format | US Dance | Graphiques britanniques |
| ----- | ----------------- | --------------- | ------ | -------- | ----------------------- |
| 1980  | Sharon Redd       | Prelude Records | LP, CD | -        | -                       |
| 1982  | Redd Hott         | Prelude Records | LP, CD | #1       | # 59                    |
| 1983  | Love How You Feel | Prelude Records | LP, CD | -        | -                       |

### Compilations
- The Classic Redd (Prélude | 1985)
- Beat the Street: The Best of Sharon Redd (Unidisc | 1989)
- The Complete Sharon Redd on Prelude 1980–1985 (Karamel | 1990)
- Essential Dancefloor Artists Vol. 3: Sharon Redd (Deepbeats | 1994) [1]

| Année | Chanson                                            | US Dance | R&B américain | Cartes AUS | Royaume-Uni | NL | NZ |
| ----- | -------------------------------------------------- | -------- | ------------- | ---------- | ----------- | -- | -- |
| 1967  | Half As Much (en)                                  | -        | -             | -          | -           | -  | -  |
| 1968  | I've Got a Feeling                                 | -        | -             | -          | -           | -  | -  |
| 1969  | Easy to Be Hard                                    | -        | -             | 32         | -           | -  | -  |
| 1980  | Can You Handle It (en)                             | 5        | 57            | -          | 31          | -  | -  |
| 1980  | Love Is Gonna Get Ya                               | -        | -             | -          | -           | -  | -  |
| 1982  | Never Give You Up ‡                                | 1        | -             | -          | 20          | -  | -  |
| 1982  | Beat the Street ‡                                  | 1        | 41            | -          | -           | -  | -  |
| 1982  | In the Name of Love ‡                              | 1        | -             | -          | 31          | 11 | -  |
| 1983  | You're a Winner                                    | -        | -             | -          | 83          | -  | -  |
| 1983  | Love How You Feel                                  | 16       | -             | -          | 39          | -  | -  |
| 1984  | Lair on the Wire                                   | 33       | -             | -          | -           | -  | -  |
| 1984  | Undercover Girl                                    | -        | -             | -          | -           | -  | -  |
| 1988  | Second to None                                     | -        | -             | -          | -           | -  | -  |
| 1992  | Can You Handle It (en) (réenregistrement DNA (en)) | -        | -             | -          | 17          | 62 | 41 |

‡ Indique les morceaux du LP Redd Hott de US Dance-charting qui comprend les prises coupées.